# Přenos souborů
Přenos souborů je obecný termín pro kopírování souborů v rámci počítačové sítě, jako je Internet. Pro síťový přenos souborů existuje mnoho metod a protokolů. Počítače, které poskytují služby pro přenos souborů, se obvykle nazývají souborové servery. Z pohledu klienta dělíme přenosy souborů na download (načítání, stahování, soubor se přenáší ke klientovi) a upload (nahrávání, zveřejňování, publikace, soubor se přenáší z klienta). Pro přenosy souborů v rámci podnik se obvykle používají tak zvané Managed File Transfers (MFT).

## Základní rozdělení
Existují dva základní přístupy k přenosu souborů:
- Pull: o přenos souboru žádá příjemce
- Push: přenos souboru iniciuje odesilatel

Přenos souborů se může provádět na různých úrovních:
- Transparentní přenosy souborů s využitím síťových souborových systémů
- Explicitní přenosy souborů pomocí specializovaných služeb pro přenos souborů, jako je FTP nebo HTTP
- Šifrované protokoly pro přenos souborů jako Secure Copy, FTPS, HTTPS
- Distribuované přenosy souborů v peer-to-peer sítích, jako je BitTorrent nebo Gnutella
- V Systems Network Architecture firmy IBM, LU 6.2 peer-to-peer programy pro přenos souborů, jako je CA, Inc 's XCOM data transport
- Přenosy souborů pomocí programů pro instant messaging nebo LAN Messenger
- Přenosy souborů mezi počítači a periferními zařízeními
- Přenosy souborů přes modemové nebo sériové (nullmodemové) linky, například Kermit, XMODEM, YMODEM a ZMODEM.

## Protokoly
Protokol pro přenos souborů je souhrn pravidel, která popisují, jak přenášet soubory mezi dvěma koncovými počítači. Jsou určeny výhradně pro odeslání proudu bitů uložených jako jeden celek v souborovém systému a příslušných metadat, jako je jméno souboru, velikost souboru a časové údaje souboru. Protokoly pro přenos souborů obvykle fungují na vrcholu nižší úrovně protokolu v zásobníku protokolu . Například, protokol HTTP pracuje na nejvyšší (aplikační) vrstvě protokolového zásobníku TCP/IP, vzhledem k tomu, XMODEM, ymodem, a zmodem obvykle pracují přes připojení pomocí sériové linky (RS-232).